# Bønne
|  | Se også Bønne (Vigna) |
Bønne (Phaseolus vulgaris) er en enårig urt af ærteblomstfamilien, der dyrkes for sine spiselige frø, bønnerne, som spises enten i tørret (eller moden) tilstand eller med bælgen som umodne, grønne bønner. 
Alle sorter af bønne har trefingrede blade. Bønnen stammer fra Syd- og Mellemamerika, hvor den udgør en af de vigtigste madvarer.

## Verdensproduktion
| Top 10 producenter af bønne 2018 | Top 10 producenter af bønne 2018 |
| Land                             | Produktion (Ton)                 |
| -------------------------------- | -------------------------------- |
| Indien                           | 6.220.000                        |
| Skabelon:MYA                     | 4.779.927                        |
| Brasilien                        | 2.915.030                        |
| USA                              | 1.700.510                        |
| Kina                             | 1.324.407                        |
| Skabelon:TAN                     | 1.210.359                        |
| Mexico                           | 1.196.156                        |
| Uganda                           | 1.039.109                        |
| Kenya                            | 765.977                          |
| Skabelon:ETH                     | 607.929                          |

## Ernæringsværdi
I lighed med andre bælgplanter er bønner rige på proteiner, fibre, jern, magnesium, zink og B-vitaminer.

## Giftighed
Modne bønner indeholder et lectin, en toksisk substans i rå tilstand. De giftige lectiner uskadeliggøres ved kogning, og derfor skal bønner generelt koges. Alle bønnespirer og bønner bortset fra linser, mungbønner, soyabønner og kikærter er giftige i rå tilstand på grund af lectinindholdet. Lectinerne i havebønner, pralbønner, limabønner, hestebønner, hvide bønner, brune bønner, sorte bønner, pintobønner og især kidneybønner giver diarré, opkastning og kvalme, og i værste tilfælde mavekrampe og blødninger.

## Varieteter
Varieteter af bønne (Phaseolus vulgaris), der alle er spiselige:
- Hvid bønne.
- Brun bønne.
- Sort bønne.
- Pintobønne.
- Kidneybønne.